# Guillermo Coll
Guillermo Coll Morey, (nacido el 29 de abril de 1969 en Palma de Mallorca, Islas Baleares)  es un exjugador de baloncesto español. Con 1.86 de estatura, su puesto natural en la cancha era el de base.

## Trayectoria
- Cantera Patronato Mallorca.
- 1992-93 SYP Patronato Mallorca.
- 1992-93 CB Guadalajara.
- 1993-95 Club Baloncesto Salamanca.
- 1995-98 Gráficas García Inca.
- 1998-00 Club Ourense Baloncesto.
- 2000-01 CB Granada.
- 2000-01 Basquet Muro.